# Sucha Baszta

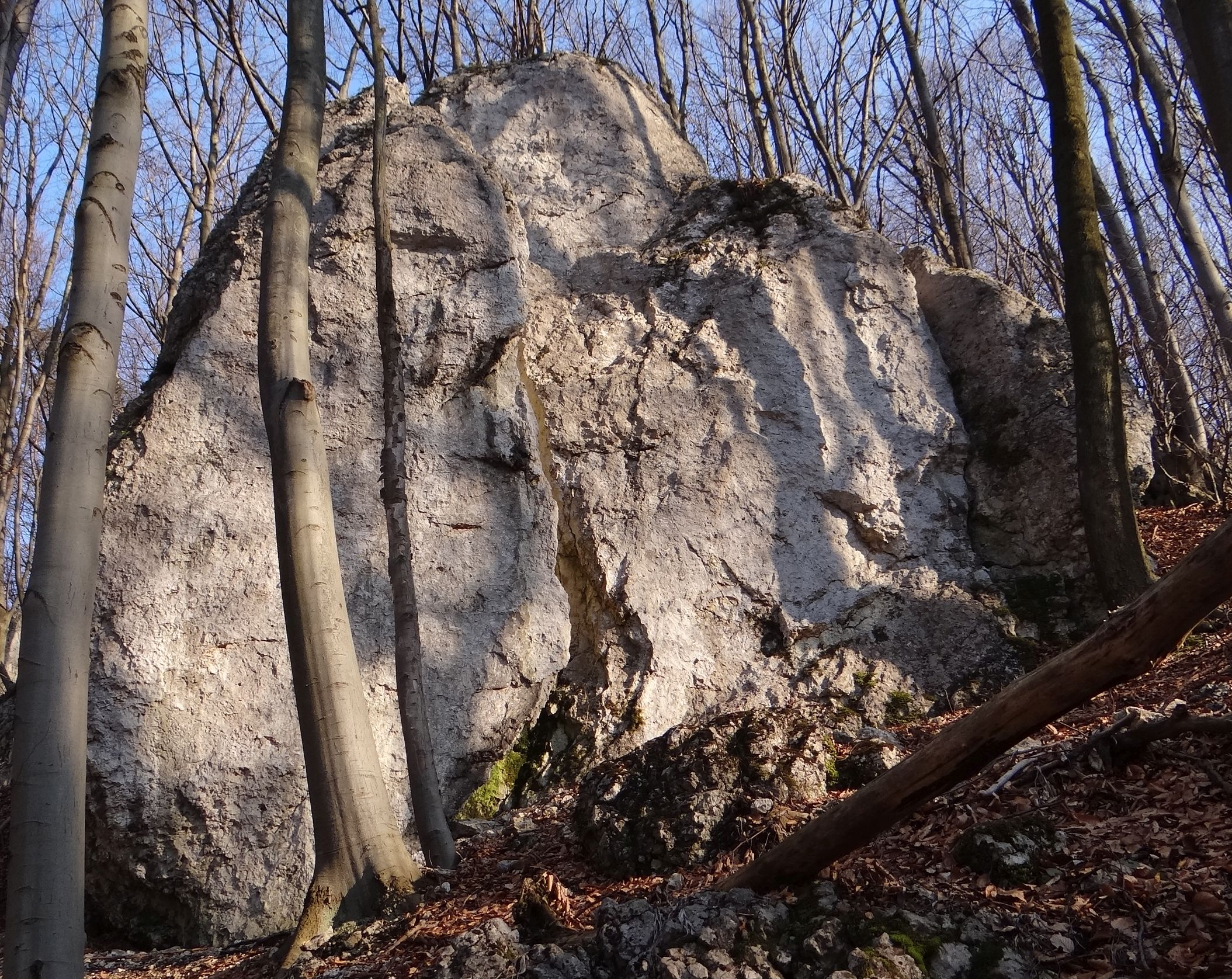

Sucha Baszta – skała w dolnej części Doliny Będkowskiej na Wyżynie Krakowsko-Częstochowskiej. Znajduje na południowych zboczach wąwozu Nad Szańcem – orograficznie lewego odgałęzienia Doliny Będkowskiej, administracyjnie w granicach wsi Będkowice w województwie małopolskim, w powiecie krakowskim, w gminie Wielka Wieś.
Jest to zbudowana z wapieni skała znajdująca się w lesie, w dolnej części zboczy. Ma wysokość 9–20 m. Ściana zachodnia jest obiektem wspinaczki skalnej. Wspinacze poprowadzili na niej 3 drogi wspinaczkowe o trudności od VI+ do VI.4+ w skali Kurtyki. Wszystkie posiadają stałe punkty asekuracyjne w postaci 3-4 ringów (r) i stanowisko zjazdowe (st).
1. Ekstrakt; 3r + st, VI.4/4+, 10 m
2. Esencja; 4r + st, VI.4+, 10 m
3. Lura; 4r + st, VI+, 10 m[3].